# Aerocondor
Aerocondor (ATA Aerocondor Transportes Aéreos Lda) was een Portugese luchtvaartmaatschappij gevestigd in Cascais. Het werkte hoofdzakelijk op binnenlandse routes in Portugal. Als enige luchtvaartmaatschappij bediende Aerocondor lijnvluchten, tussen de noordelijke Portugese steden Bragança en Vila Real. Van hieruit werden ook vluchten aangeboden naar het zuiden van Frankrijk, Agen en naar Parijs Orly. Deze ongebruikelijke route zou kunnen worden verklaard door de grote hoeveelheid Portugese migrerende werknemers in Frankrijk, die vooral uit het noorden van Portugal kwamen. Bovendien  bediende Aerocondor de vlucht Madeira - Porto Santo. Ook daar was Aerocondor monopolist in de reguliere service.
Aerocondor bood ook extra vluchten en Business ad hoc charters (Airtaxi) aan. 
Tussen 1989-2007 was Aerocondor in samenwerking met de Portugese brandweer (SNB) en de Vereniging van Papier Industrie (Celpa) actief in het bestrijden van bosbranden. Dit geldt zowel voor het bestrijden van acute bosbranden, die werden bediend door uit Spanje afkomstige Canadair CL 215 (Water Bomber) en Consolidated Vultee PBY-6A van het bedrijf CEGISA, evenals observatievluchten voor de vroege bestrijding en het voorkomen van bosbranden.

## Geschiedenis
De luchtvaartmaatschappij werd in 1975 opgericht als onderdeel van de Aerocondor Group. Aerocondor Group was eigendom van Aerocondor SGPS (85,15%) en Gestair Group (14,85%). Het bedrijf had 90 medewerkers, met als hoofdbasis het vliegveld in Cascais. In mei 2008 heeft de maatschappij haar werkzaamheden in Portugal gestaakt en is enkel doorgegaan als vliegschool.

## Vliegschool
Terwijl de luchtvaartmaatschappij is gestopt, groeide de vliegschool. Zij creëerde bases in Bergamo (Italië) en Madrid (Spanje).
In 2013 werd Aerocondor onderdeel van G Air Group, waarna de school doorging onder de naam G Air Training Centre. Hierna creëerde zij een nieuwe hoofdbasis in Ponte de Sor. 

## Vloot
Sinds juni 2008 is Aerocondor niet meer in het bezit van vliegtuigen. 
De vroegere vloot bevatte:
- ATR 42-300
- Dornier Do 228
- Short 360